# Виеру (Ђурђу)
Виеру (рум. Vieru) насеље је у Румунији у округу Ђурђу у општини Путинеју. Oпштина се налази на надморској висини од 30 m.

## Становништво
Према подацима из 2002. године у насељу је живело 908 становника, од којих су сви румунске националности.